# Ermita de San Sebastián (Huelma)
La ermita de San Sebastián o del Santo es un antiguo edificio del siglo XVI situado en el barrio de Plaza Nueva, en Huelma (Jaén), limítrofe con la barriada de La Peralea.
Es un inmueble de importancia que albergaba las imágenes del Santo Sepulcro, La Dolorosa y La Verónica, antes de su pérdida en la Guerra Civil.
Originalmente de planta de cruz latina, hoy día conserva la nave central, cubierta con bóveda, y la puerta principal de acceso.
Está considerado como inmueble protegido. A principios del siglo XX se utilizó como almacén de chatarra. Sin embargo, su estado de conservación es bastante bueno.

## Elementos de interés
Junto a la misma encontramos una fuente del siglo XIX, inicialmente situada en plaza Nueva, pero que se trasladó a este nuevo emplazamiento, la cual se conoce como Fuente del Santo, siendo ejecutada en piedra de cantería.
- Datos: Q5836229